# Gabriel Vicéns

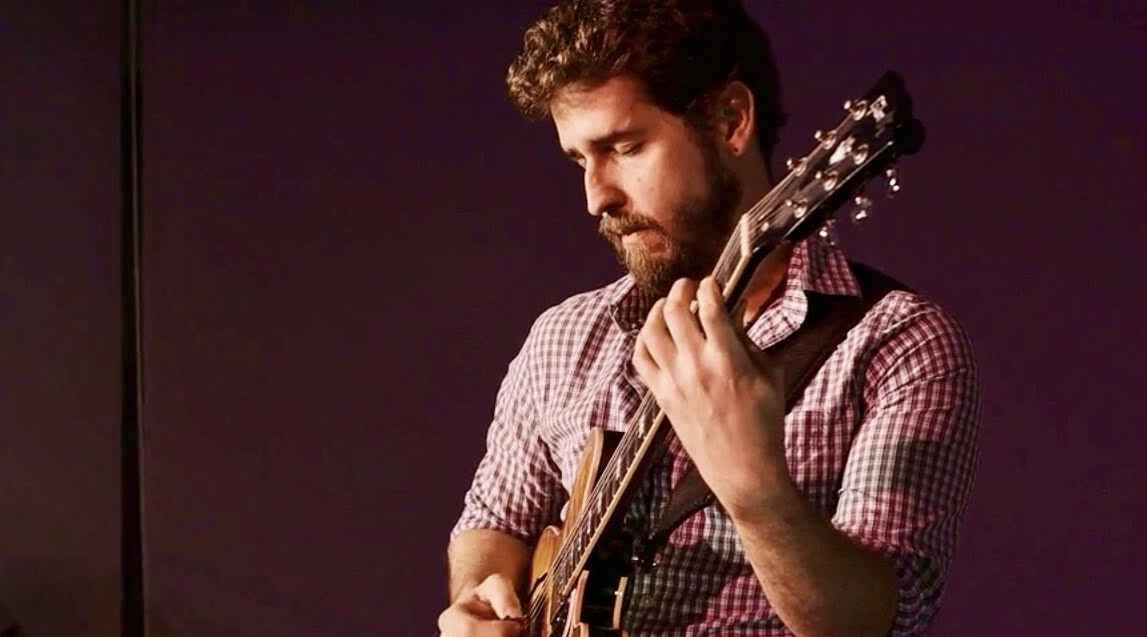
Gabriel Vicéns, 2018

Gabriel Vicéns (* 16. März 1988 in Guaynabo, Puerto Rico) ist ein puerto-ricanischer Jazzmusiker (Gitarre, Komposition).

## Leben und Wirken
Vicéns wuchs in Guaynabo, Puerto Rico, auf und begann seine musikalische Laufbahn im Alter von 14 Jahren; schon bald spielte er in lokalen Clubs Jazz. Er besuchte das Conservatorio de Música de Puerto Rico, wo er im Studiengang für Jazz und Karibische Musik 2010 einen Bachelor of Music erwarb; als erster Gitarrist des Studiengangs schloss er mit summa cum laude ab. 2016 zog er nach New York City und besuchte das Queens College, wo er 2017 einen Master of Music erhielt. Er studierte Gitarre bei Fernando Mattina und Paul Bollenback sowie Komposition bei Carlos Cabrer, Daria Semegen und Lois V Vierk. Zwischen 2019 und 2021 studierte Vicéns Malerei an der Art Students League of New York bei dem Künstler Pat Lipsky. 2022 promovierte er als Jazzinterpret an der Stony Brook University bei Ray Anderson.
Vicéns leitet eine Reihe von eigenen Bands und kollaborierte mit Jazz-Größen wie Eddie Gomez, David Sánchez, Alex Sipiagin und Miguel Zenón. Als Bandleader hat er drei Alben veröffentlicht: Point in Time (2012), Days (2015) und, von der Kritik hochgelobt,The Way We Are Created (2021). Zwei der Alben wurden auf Greg Osbys Label Inner Circle Music veröffentlicht. Darüber hinaus ist er Co-Leiter der freien Improvisations- und Experimentalgruppe No Base Trio, die 2010 in San Juan, Puerto Rico, entstand; das No Base Trio veröffentlichte bereits zwei von der Kritik hervorgehobene Alben. Ihr gleichnamiges Debütalbum wurde 2020 veröffentlicht, ihr zweites Studioalbum NBT II 2022. Vicéns erhielt 2023 den Chamber Music America „New Jazz Works Grant“.

## Diskographie
- Point in Time (2012 mit Jonathan Suazo, David Sánchez, Eduardo Zayas, Eddie Gomez, Matt Clohesy und Vladimir Coronel)
- Days (Inner Circle Music, 2015; mit Jonathan Suazo, David Sánchez, Alex Sipiagin, Bienvenido Dinzey, Dan Martinez, Leonardo Osuna und Paoli Mejias)
- No Base Trio: No Base Trio (Setola di Maiale, 2020; mit Jonathan Suazo und Leonardo Osuna)
- The Way We Are Created (Inner Circle Music, 2021; mit Roman Filiu, Glenn Zaleski, Rick Rosato, E. J. Strickland und Victor Pablo)
- No Base Trio: NBT II (Setola di Maiale, 2022; Jonathan Suazo und Leonardo Osuna)
- Mural (Stradivarius, 2024)